# Cinderella (1997)
Cinderella ist ein US-amerikanischer Musikfilm aus dem Jahre 1997 mit den Sängerinnen Whitney Houston und Brandy in den Hauptrollen.

## Handlung
In der Rodgers & Hammersteins Musicalversion des Märchens lebt die verwaiste Cinderella bei ihrer Stiefmutter und deren Töchtern Minerva und Calliope. Ihre Stiefmutter kann sich nicht damit abfinden, dass ihre eigenen Töchter nicht so hübsch wie Cinderella sind. Sie demütigen sie und drücken ihr unangemessen viel Arbeit auf. Doch eines lässt sie sich nicht nehmen, das Träumen. Sie singt und tanzt trotz ihres Schicksals mit ihren Freunden, den Tieren.
Eines Tages kommt ein Brief aus dem Schloss des Königs, es wird zum Ball geladen. Der Prinz ist auf der Suche nach einer Frau, und jedes heiratsfähige Mädchen habe zu erscheinen. Cinderella möchte ebenfalls auf den Ball, doch ihre Stiefmutter versucht genau das zu verhindern. Sie gibt Cinderella so viel Arbeit, dass sie kaum noch die Möglichkeit hat, ein Kleid für den Ball zu nähen. Cinderella ist unendlich traurig, doch eine gute alte Fee kommt ihr zur Hilfe und zaubert ihr nicht nur ein neues Kleid herbei, sondern auch eine Kutsche, um rechtzeitig zum Ball erscheinen zu können. Der Zauber besteht jedoch nur bis Mitternacht. Cinderella tanzt auf dem Ball mit dem Prinzen, und als die Kirchturmuhr zwölf schlägt, kann sie gerade noch fliehen, verliert dabei aber ihren gläsernen Schuh.
Der Prinz möchte Cinderella wiedersehen und sogar heiraten, also muss jedes Mädchen im Königreich den Schuh anprobieren. Derjenigen, der er passt, wird der Prinz sein Jawort geben. Da Cinderella darüber offenbar sehr glücklich zu sein scheint und die Stiefmutter vermutet, dass Cinderella der Schuh passen könnte. Sie selbst möchte den Schuh rasch anprobieren, doch er passt nicht. Auch den Stiefschwestern Minerva und Calliope passt der Schuh nicht. Cinderella probiert daraufhin den Schuh an, der selbstverständlich passt, und so darf sie mit auf das Schloss. Dort heiratet sie den Prinzen.

## Auszeichnungen
Emmy Awards
Gewonnen
- Outstanding Art Direction for a Variety or Music Program

Nominierung
- Outstanding Choreography
- Outstanding Costume Design for a Variety or Music Program
- Outstanding Directing for a Variety or Music Program
- Outstanding Hairstyling for a Miniseries, Movie or a Special
- Outstanding Music Direction
- Outstanding Variety, Music or Comedy Special

Image Awards
Nominierung
- Outstanding Lead Actress in a Television Movie or Mini-Series – Whoopi Goldberg
- Outstanding Lead Actress in a Television Movie or Mini-Series – Brandy
- Outstanding Television Movie or Mini-Series

Satellite Awards
Nominierung
- Best Performance by an Actor in a Supporting Role in a Mini-Series or Motion Picture Made for Television – Jason Alexander
- Best Performance by an Actress in a Supporting Role in a Mini-Series or Motion Picture Made for Television – Bernadette Peters

Writers Guild of America Award
Nominierung
- Children’s Script

## Soundtrack
1. Prologue – Whitney Houston
2. The Sweetest Sounds – Brandy & Paolo Montalban
3. The Prince is Giving a Ball – Jason Alexander, Whoopi Goldberg, Bernadette Peters, Veanne Cox, Natalie Desselle-Reid
4. In My Own Little Corner – Brandy
5. Falling in Love with Love – Bernadette Peters, Veanne Cox & Natalie Desselle-Reid
6. In My Own Little Corner (reprise) – Brandy
7. Impossible – Brandy & Whitney Houston
8. It’s Possible – Brandy & Whitney Houston
9. Ten Minutes Ago – Brandy & Paolo Montalban
10. Stepsisters’ Lament – Veanne Cox & Natalie Desselle-Reid
11. Do I Love You Because You’re Beautiful? – Paolo Montalban & Brandy
12. A Lovely Night – Brandy, Veanne Cox, Natalie Desselle-Reid & Bernadette Peters
13. Finale Ultimo – Whitney Houston
14. There’s Music in You – Whitney Houston